# Micrapion bilineatum
Micrapion bilineatum är en stekelart som beskrevs av Joseph Kriechbaumer 1894. Micrapion bilineatum ingår i släktet Micrapion och familjen Leucospidae. Inga underarter finns listade i Catalogue of Life.